# Цимбидиум алоэлистный
Цимбидиум алоэлистный (лат. Cymbidium aloifolium) — вид многолетних травянистых растений семейства Орхидные.
Побег симподиального типа. Псевдобульбы слабо развиты, яйцевидные 1,5-2,5 × 1-1,5 см, полностью скрытые ножнами 3-4 (до 6) листьев. Корни мясистые, длинные.
Соцветия базальные, вертикальные, 15-67 см длиной, 3-9 (реже 13) цветочных кистей.
Цветки не вянут 2-3 недели, сильно и приятно ароматные, 3-5 см в диаметре. Лепестки и чашелистики соломенно-жёлтые с зелёным с 5-7 в разной степени выраженными продольными жилками красного или красно-коричневого цвета. На лепестках часто имеются красно-коричневые пятнышки и центральная жилка выражена более явно. Губа бледно-жёлтая, зелёная, иногда белая с красно-коричневыми жилками и пятнами.
Произрастают как эпифиты или литофиты на открытых мшистых скалах с очень маленькими псевдобульбами, окружёнными листовыми основами.
Вид распространён в Южном Центральном Китае, Ассаме, Бангладеш, восточных Гималаях, Индии, Непале, Шри-Ланке, Андаманских островах, Мьянме, Таиланде, Лаосе, Камбодже, Вьетнаме, Малайзии, Яве и Суматре, в вечнозеленых, полулистопадных и листопадных лесах и саванных лесистых местностях на высоте до 1100 метров над уровнем моря.